# Rogoznica

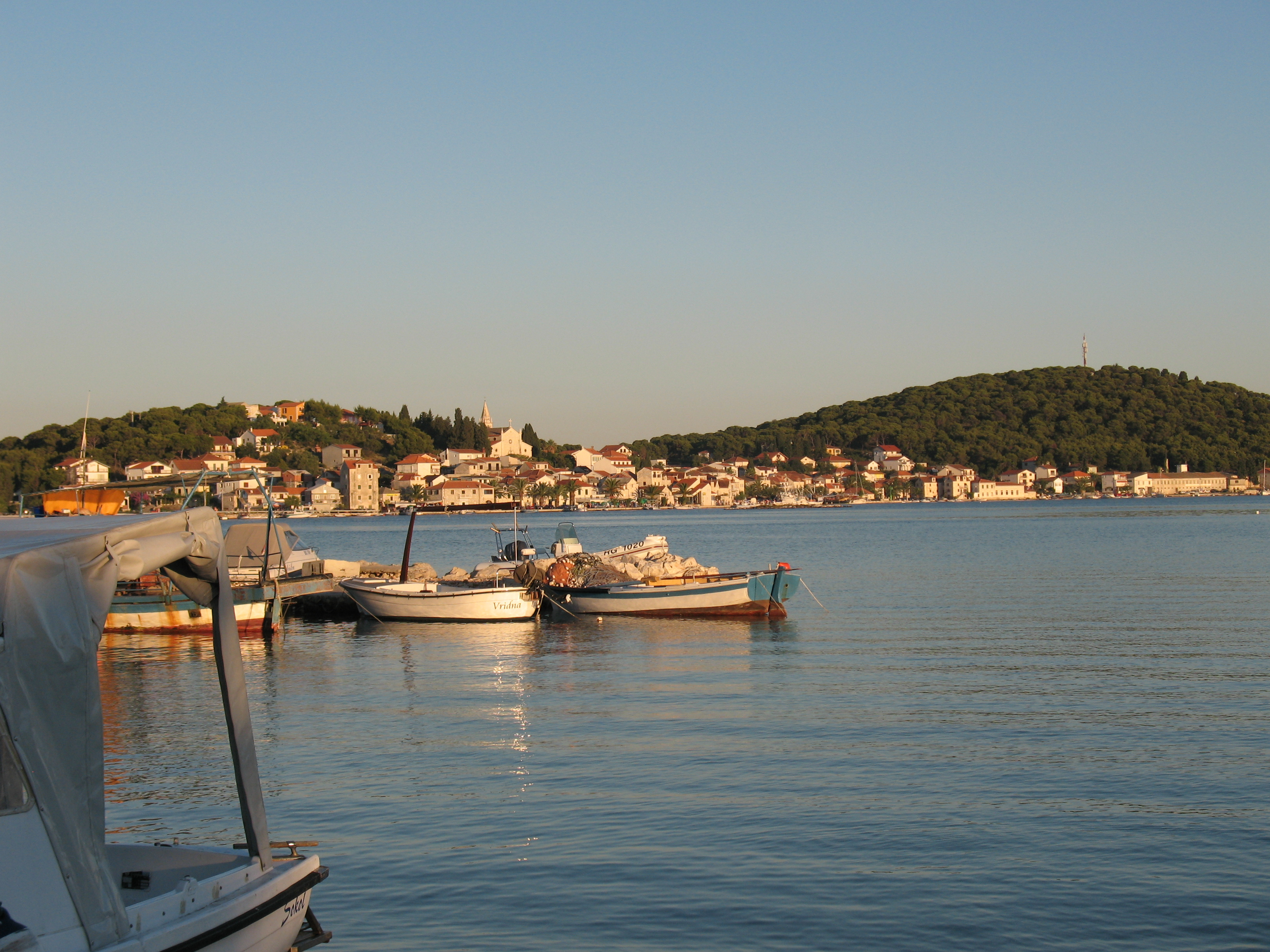
Rogoznica

Rogoznica (italsky Rogosnizza) je přímořská vesnice a opčina v Chorvatsku na rozhraní severní a střední Dalmácie. Leží v nejjižnější části Šibenicko-kninské župy, asi 20 km vzdušnou čarou na jih od jejího střediska Šibeníku (30 km po silnici). Sousedními obcemi jsou na severu Primošten a na východě Marina. V opčině žije něco přes 2 tisíce obyvatel, z toho asi polovina v samotné Rogoznici a zbytek v okolních vesnicích.

## Geografie
Rogoznica se nachází na rohu tzv. Hilejského poloostrova (Hilejski poluotok, Hylos, Hylida), kde pevninská Dalmácie dosahuje největší šíře. Prostírá se kolem Rogoznické zátoky, v jejímž středu se nachází ostrůvek s historickým a správním centrem obce. Ten je s pevninou spojen asi 200 m dlouhým mostem. Přes obec, spíše mimo zástavbu, prochází stará jadranská magistrála (silnice D8). 
Celé území obce je členité a hornaté, nejvyšším vrchem je Lenik (381 m). Na zalesněném poloostrůvku Gradina (na západní straně Rogoznické zátoky) se nachází jezírko Zmajevo oko (Dračí oko), naplněné mořskou vodou protékající sem podzemními puklinami.
K Rogoznici patří i několik ostrůvků u pobřeží, největší jsou Velika Smokvica a Jaz, který je od pevniny oddělen jen úzkou mělčinou.

### Místní části
Opčina se skládá z vesnic a osad Dvornica, Jarebinjak, Kanica, Oglavci, Podglavica, Podorljak, Ražanj, Rogoznica, Sapina Doca, Stivašnica, Zatoglav a Zečevo Rogozničko.

## Turistika
Jako ve většině chorvatských přímořských sídel je zde hlavním zdrojem příjmů cestovní ruch. V obci se nacházejí stovky ubytovacích zařízení.
Na západní straně centrální zátoky se prostírá přístav Marina Frapa, v němž je přes 500 míst pro plachetnice, jachty, ale i parníky. Vedle běžného vybavení jachtařských marin nabízí Frapa i luxusní vyžití jako bazén, wellness nebo různé společenské akce. Každoročně se zde koná soutěž Miss Adriatic.
Na rogoznickém ostrově se nachází kamenný kostel Nanebevzetí Panny Marie v gotickém stylu. Také zde probíhá každodenní ranní trh.